# Friedrich Gebauer

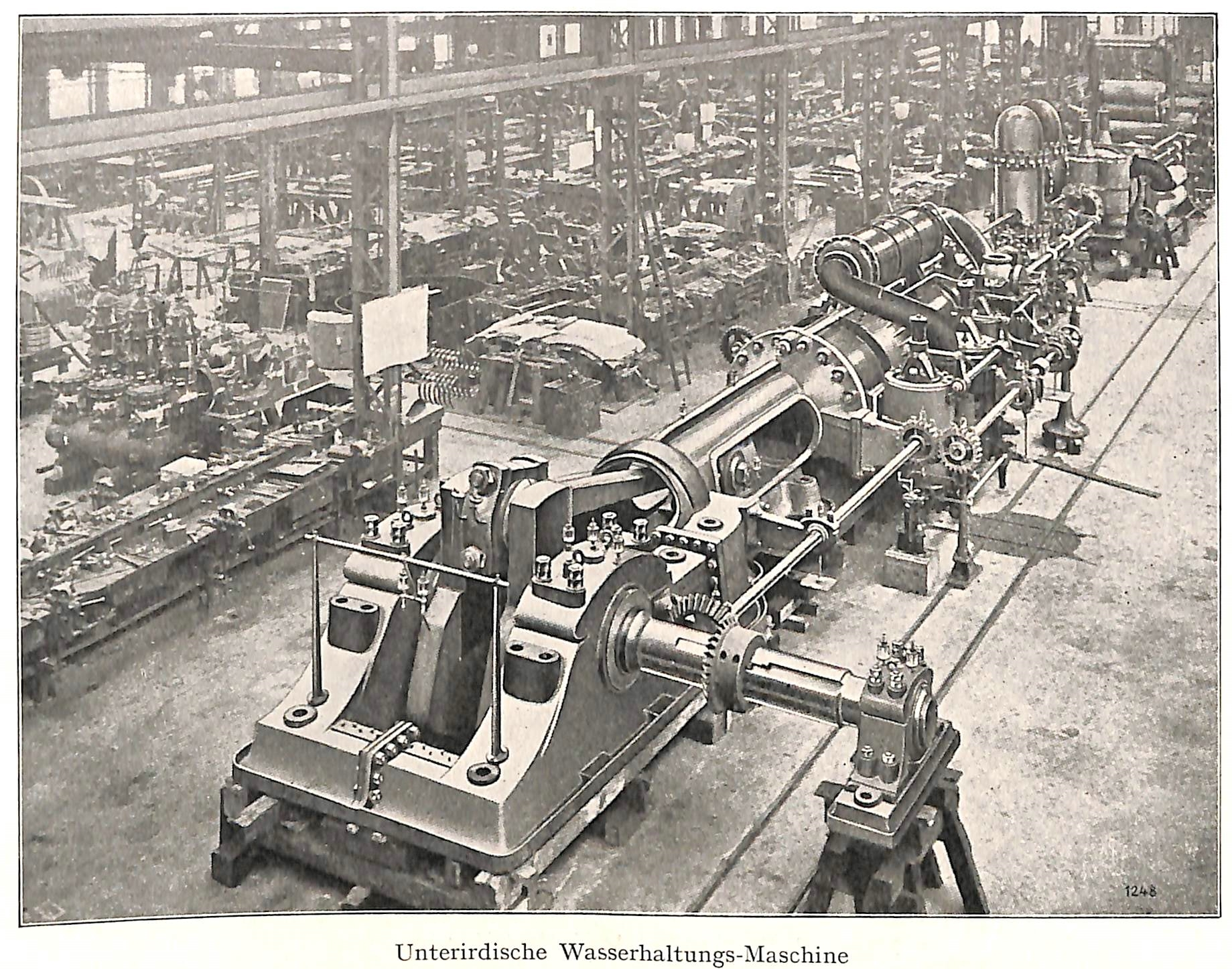
Área da Maschinenfabrik Friedrich Gebauer (ca. 1910)

Friedrich Gebauer (Gebhardshain, 28 de novembro de 1830 – Berlim, 24 de março de 1903) foi um industrial alemão fabricante de têxteis e máquinas.
Em meados do século XIX começou a trabalhar na Charlottenburger Bleicherei na rua Am Salzufer, onde foi diretor-gerente em 1862 e renomeou a empresa como Bleicherei und Maschinenfabrik Fr. Gebauer. Através do desenvolvimento de novos processos de acabamento têxtil a empresa expandiu-se rapidamente e a Gebauer também passou a produzir máquinas para a indústria têxtil.
Depois de vender a empresa para o Berliner Zentralbank für Industrie und Handel em 1872, Gebauer comprou de volta a corporação em 1882
Em 1900 a empresa mudou-se para uma área próximo ao rio Spree, na atual Franklinstraße em Charlottenburg, cujo conjunto de edifícios protegido como monumento histórico é conhecido como Gebauer Höfe.
Friedrich Gebauer é pai de Julius Gebauer. Está sepultado no Luisenfriedhof I.